# Néphélées
Pour les articles ayant des titres homophones, voir Néphélé.

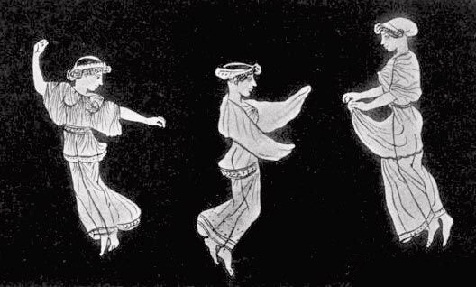
Néphélées

Dans la mythologie grecque, les Néphélées (en grec ancien Νεφέλαι / Nephélai, de νέφος / néphos, « nuage »), filles d'Éther ou d'Océan et de Téthys, sont les nymphes des nuages et de la pluie.
Elles s'élèvent des flots de leur père, le grand fleuve Océan qui entoure le monde, emportant avec elles vers le Ciel, ses eaux fraîches dans des cruches faites de nuages. De ces eaux, elles nourrissent la Terre et alimentent les eaux de leurs frères, les dieux fleuves. Certains auteurs comptent la nuée Néphélé comme l'une des Néphélées.

## Famille
Les parents des Néphélées varient selon les sources. Puisqu'il s'agit d'un ensemble de nymphes, différentes Néphélées peuvent aussi avoir différentes origines. Elles sont le plus souvent désignées comme étant soit les filles du dieu primordial Éther, soit celle des Titans Océan et son épouse Téthys. Un des Hymnes Orphiques, qui assimile Téthys à Thalassa, fait de cette dernière tant la mère d'Aphrodite que des Néphélées.

## Représentation
Les Néphélées, tout comme leurs sœurs les naïades, sont dépeintes comme de belles jeunes filles tenant des cruches, qui versent de l'eau.

## Quelques Néphélées notables
- Caphira
- Électre
- Europe
- Néphélé

## Sources
- Pseudo-Apollodore, Épitome [détail des éditions] [lire en ligne] (I, 20 ; III, 5).
- Aristophane, Nuées (v. 264, 563, 1115).
- Cicéron, De natura deorum [détail des éditions] [lire en ligne] (III, 20).
- Eschyle, Prométhée enchaîné [détail des éditions] [lire en ligne] (v. 128).
- Hymnes homériques [détail des éditions] [lire en ligne] (II, 5).
- Hymnes orphiques [détail des éditions] (lire en ligne) (XXI aux Néphélées ; XXII à Thalassa).
- Stace, Thébaïde [détail des éditions] [lire en ligne] (I, 205).